# Platevindex coriaceus
Platevindex coriaceus är en snäckart som först beskrevs av Semper 1882.  Platevindex coriaceus ingår i släktet Platevindex och familjen Onchidiidae. Inga underarter finns listade i Catalogue of Life.